# Oecetis
Oecetis is een geslacht van schietmotten uit de familie Leptoceridae. De wetenschappelijke naam is gepubliceerd in 1877 door Robert McLachlan.
Oecetis is het meest omvangrijke geslacht in de familie Leptoceridae, met (in 2014) meer dan vijfhonderd soorten. Bijna de helft daarvan is pas vanaf 1995 beschreven.
Deze schietmotten komen voor in de hele wereld, zelfs in de droge binnenlanden van Australië.

## Soorten
Deze lijst van 482 soorten is mogelijk niet compleet.
- O. abhinagupta F Schmid, 1995
- O. absimilis DE Kimmins, 1962
- O. accola A Neboiss, 1989
- O. acuminata DE Kimmins, 1962
- O. acuta Ulmer, 1931
- O. ada A Wells, 2006
- O. adelaidica A Wells, 2000
- O. aduncata A Wells, 2004
- O. aedon H Malicky & P Chantaramongkol, 2005
- O. aeoloptera DE Kimmins, 1953
- O. aequatorialis G Marlier, 1958
- O. afra Mosely, 1934
- O. africana DE Kimmins, 1957
- O. aganda Mosely, 1936
- O. akimi DG Gibbs, 1973
- O. albopunctata (JA Lestage, 1919)
- O. alticolaria W Mey, 1998
- O. amazonica (Banks, 1924)
- O. ambatoma D Randriamasimanana & FM Gibon, 2000
- O. anandra D Randriamasimanana & FM Gibon, 2000
- O. ancala A Wells, 2004
- O. angirasa F Schmid, 1995
- O. angulata DE Kimmins, 1963
- O. angusta (Banks, 1920)
- O. angustipennis (AV Martynov, 1936)
- O. aniruddha F Schmid, 1995
- O. anjiro D Randriamasimanana & FM Gibon, 2000
- O. anomala G Marlier, 1943
- O. antennata (AV Martynov, 1935)
- O. apicipennis (Banks, 1913)
- O. appendiculata Ulmer, 1923
- O. arawana A Neboiss, 1989
- O. arcada Mosely, 1953
- O. arctipennis DE Kimmins, 1962
- O. arizonica DG Denning, 1951
- O. armadillo H Malicky & P Chantaramongkol, 2005
- O. asbolos H Malicky, 2005
- O. asciata DG Gibbs, 1973
- O. asmada H Malicky, 1979
- O. asmanista Mosely, 1953
- O. assamensis DE Kimmins, 1963
- O. asymmetrica DE Kimmins, 1962
- O. atarpa Mosely, 1953
- O. atpomarus H Malicky, 1992
- O. australis (Banks, 1920)
- O. avara (Banks, 1895)
- O. barbarae A Neboiss, 1989
- O. belihuloya H Malicky, 1973
- O. bellula L Yang & JC Morse, 2000
- O. bengalica AV Martynov, 1936
- O. berneri DE Kimmins, 1957
- O. bhairava F Schmid, 1995
- O. bhavabhuti F Schmid, 1995
- O. bicaudata L Navas, 1931
- O. bicuspida DG Gibbs, 1973
- O. bilobosa OS Flint, 1974
- O. biramosa Martynov, 1936
- O. blythi A Wells, 2000
- O. brachyura L Yang & JC Morse, 1997
- O. brevidentata A Wells, 2004
- O. brevis DE Kimmins, 1963
- O. brignolii H Malicky, 1981
- O. brunnescens (Ulmer, 1923)
- O. bullata L Yang & JC Morse, 1997
- O. burtoni A Neboiss, 1978
- O. caelum Chen & Morce, 1992
- O. canariensis Brauer, 1900
- O. carvalhoi G Marlier, 1965
- O. catenulata A Neboiss, 1989
- O. caucula L Yang & JC Morse, 2000
- O. caudata L Navas, 1936
- O. ceylanica (Ulmer, 1915)
- O. cinerascens (HA Hagen, 1861)
- O. circinata DG Gibbs, 1973
- O. claggi Banks, 1937
- O. clavata L Yang & JC Morse, 2000
- O. cochleata G Marlier, 1956
- O. cohaesa W Mey, 1998
- O. comalis L Yang & JC Morse, 2000
- O. complex C Hwang, 1957
- O. complexa DE Kimmins, 1953
- O. connata OS Flint, 1974
- O. coomana L Navas, 1932
- O. cornuata L Yang & JC Morse, 2000
- O. cracenta A Wells, 2004
- O. crassicornis Ulmer, 1930
- O. crena A Wells, 2004
- O. cristata DE Kimmins, 1963
- O. crosslandi A Wells, 2004
- O. curta A Wells, 2004
- O. cymula A Neboiss, 1982
- O. chathamensis RJ Tillyard, 1925
- O. chrysaor H Malicky, 2005
- O. dakchineswara F Schmid, 1995
- O. daytona HH Ross, 1947
- O. decora DE Kimmins, 1957
- O. desaegeri S Jacquemart, 1967
- O. devakiputra F Schmid, 1995
- O. dhatusena F Schmid, 1958
- O. diclava W Mey, 1998
- O. digitata A Wells, 2004
- O. dilata L Yang & JC Morse, 2000
- O. disjuncta (Banks, 1920)
- O. ditissa HH Ross, 1966
- O. doesburgi OS Flint, 1974
- O. dostinei A Wells, 2004
- O. dvichakha F Schmid, 1975
- O. eburnea F Schmid, 1961
- O. eddlestoni HH Ross, 1938
- O. elata DG Denning & JL Sykora, 1966
- O. elouardi FM Gibon & D Randriamasimanana, 1998
- O. empusa H Malicky & P Chaibu, 2000
- O. epekeina A Neboiss, 1989
- O. erskinensis A Wells, 2004
- O. evirga Chen & Morse, 1991
- O. excisa Ulmer, 1907
- O. fahieni F Schmid, 1958
- O. falcata A Wells, 2004
- O. falicia DG Denning, 1966
- O. fasciata JA Lestage, 1919
- O. filosa (C Linnaeus, 1758)
- O. fimbriata L Navas, 1935
- O. flagellaris Yang, Sun & Yang, 2001
- O. flavicoma W Mey, 1998
- O. fletcheri DE Kimmins, 1963
- O. forcipata DE Kimmins, 1961
- O. furva (P Rambur, 1842)
- O. fuscata DE Kimmins, 1956
- O. geniculata A Wells, 2006
- O. georgia HH Ross, 1941
- O. ghibensis DE Kimmins, 1963
- O. gilva A Neboiss, 1977
- O. glebula A Wells, 2000
- O. goodmani D Randriamasimanana & FM Gibon, 1998
- O. goraknata F Schmid, 1995
- O. gordios H Malicky, 2005
- O. gradata Ulmer, 1923
- O. granulosa S Jacquemart, 1961
- O. graphata W Mey, 1998
- O. grazalemae MA Gonzalez & JC Iglesias, 1989
- O. guamana (FCJ Fischer, 1970)
- O. gunapatya F Schmid, 1995
- O. hades H Malicky & P Chantaramongkol, 2003
- O. haitises OS Flint & JL Sykora, 2004
- O. halirrhotios H Malicky, 2005
- O. hamata (Ulmer, 1915)
- O. hamochiensis M Kobayashi, 1984
- O. harivamsa F Schmid, 1995
- O. hayagriva F Schmid, 1995
- O. helenos H Malicky & D Thapanya, 2004
- O. hellen H Malicky, 2005
- O. hemerobioides (R McLachlan, 1866)
- O. hertui D Randriamasimanana & FM Gibon, 1999
- O. hippolytos H Malicky, 2005
- O. hiranyakachipu F Schmid, 1995
- O. hiranyaksa F Schmid, 1995
- O. hoelzeli H Malicky, 1983
- O. horatius H Malicky, 2005
- O. hulstaerti L Navas, 1931
- O. humphreyi A Wells, 2006
- O. huppin H Malicky, 2009
- O. husam H Malicky & T Prommi, 2008
- O. hymenaios H Malicky, 2005
- O. hyperion H Malicky, 2005
- O. iakchos H Malicky, 2005
- O. iapetos H Malicky & P Chantaramongkol, 2003
- O. iapyx H Malicky, 2005
- O. iasion H Malicky, 2005
- O. ichtadevata F Schmid, 1995
- O. ichtadvaraka F Schmid, 1995
- O. ichtasurama F Schmid, 1995
- O. ichvara F Schmid, 1995
- O. idas H Malicky, 2005
- O. idomeneus H Malicky, 2005
- O. iguazu OS Flint, 1983
- O. ikarios H Malicky, 2005
- O. immobilis (HA Hagen, 1861)
- O. inconspicua (Walker, 1852)
- O. indivisa (AV Martynov, 1936)
- O. inflata OS Flint, 1974
- O. inscripta DE Kimmins, 1953
- O. insignis (Banks, 1911)
- O. insymmetrica W Mey, 1998
- O. intima R McLachlan, 1877
- O. intramontana W Mey, 1998
- O. iphitos H Malicky, 2005
- O. iros H Malicky & P Bunlue, 2005
- O. iti AG McFarlane, 1964
- O. itoae H Malicky, 2006
- O. ixion H Malicky, 2005
- O. jacobsoni Ulmer, 1930
- O. janseni L Navas, 1931
- O. jasikana DG Gibbs, 1973
- O. jayadeva F Schmid, 1995
- O. jeannettae D Randriamasimanana & FM Gibon, 2000
- O. jenniae A Wells, 2006
- O. kadmos H Malicky, 2005
- O. kagerana (DE Kimmins, 1956)
- O. kakaduensis A Neboiss, 1989
- O. kalidasa F Schmid, 1995
- O. kalyuga F Schmid, 1995
- O. kambaitensis DE Kimmins, 1963
- O. kapaneus H Malicky, 2005
- O. kartavirya F Schmid, 1995
- O. karttikeya F Schmid, 1995
- O. kasenyii S Jacquemart, 1959
- O. kastor H Malicky, 2005
- O. kateae A Wells, 2006
- O. kathia Mosely, 1939
- O. kentauros H Malicky, 2005
- O. keraia A Neboiss, 1989
- O. kerkyon H Malicky, 2005
- O. keyx H Malicky, 2005
- O. kimberleyensis A Wells, 2006
- O. kimminsi K Kumanski, 1979
- O. kinyras H Malicky, 2005
- O. knutsoni OS Flint, 1981
- O. kodros H Malicky, 2005
- O. kokalos H Malicky, 2005
- O. kokytos H Malicky, 2005
- O. kolobota A Neboiss, 1989
- O. koobarra A Wells, 2004
- O. koyana DE Kimmins, 1955
- O. kpanduna DG Gibbs, 1973
- O. kreon H Malicky, 2005
- O. kronos H Malicky, 2005
- O. kulasekhara F Schmid, 1995
- O. kunenensis KH Barnard, 1934
- O. kurukchetra F Schmid, 1995
- O. kyane H Malicky, 2005
- O. kyanippos H Malicky & S Sompong, 2005
- O. kyparissos H Malicky, 2005
- O. lacustris (F.J. Pictet, 1834)
- O. ladon H Malicky & P Laudee, 2005
- O. laevis G Marlier, 1965
- O. lais (HA Hagen, 1859)
- O. lamia H Malicky, 2005
- O. laminata (C Hwang, 1957)
- O. landiae D Randriamasimanana & FM Gibon, 2000
- O. lantoyae D Randriamasimanana & FM Gibon, 1998
- O. lanuginosa (R McLachlan, 1875)
- O. laodike H Malicky & S Cheunbarn, 2005
- O. laokoon H Malicky, 2005
- O. laomedon H Malicky, 2005
- O. laustra Mosely, 1953
- O. learchos H Malicky & P Chantaramongkol, 2005
- O. leda H Malicky, 2005
- O. legrandi D Randriamasimanana & FM Gibon, 1998

- O. leukippos H Malicky, 2005
- O. leukone H Malicky & P Chantaramongkol, 2003
- O. lichas H Malicky & D Thapanya, 2004
- O. lilliput G Marlier, 1965
- O. lingua F Schmid, 1958
- O. litua A Wells, 2006
- O. lokapala F Schmid, 1995
- O. londuca G Marlier, 1965
- O. longiterga DE Kimmins, 1962
- O. lotis H Malicky & D Thapanya, 2004
- O. lucipetens KH Barnard, 1940
- O. luenae G Marlier, 1965
- O. lurida DE Kimmins, 1953
- O. luzonensis W Mey, 2003
- O. lyaeus H Malicky, 2005
- O. lykomedes H Malicky, 2005
- O. lynkeus H Malicky, 2005
- O. maculata DE Kimmins, 1956
- O. maculipennis Ulmer, 1922
- O. machadoi G Marlier, 1965
- O. magelensis A Wells, 2006
- O. mahadeva (Banks, 1913)
- O. maira H Malicky, 2005
- O. makris H Malicky, 2005
- O. malighawa F Schmid, 1958
- O. mambia DE Kimmins, 1962
- O. manabat H Malicky, 2009
- O. marginata DE Kimmins, 1962
- O. marojejyensis D Randriamasimanana & FM Gibon, 1999
- O. maron H Malicky & P Chantaramongkol, 2005
- O. marquesi J Bueno-Soria, 1981
- O. maspeluda L Botosaneanu, 1977
- O. mbeloae D Randriamasimanana & FM Gibon, 1998
- O. medos H Malicky & P Bunlue, 2004
- O. meghadouta F Schmid, 1958
- O. mekana DE Kimmins, 1963
- O. melanthios H Malicky & P Chantaramongkol, 2004
- O. meleagros H Malicky & I Thani, 2005
- O. metlacensis J Bueno-Soria, 1981
- O. mezentius H Malicky, 2005
- O. michaeli H Malicky, 1999
- O. miletos H Malicky & J Naewvong, 2005
- O. minasata Mosely, 1953
- O. minerva H Malicky, 2005
- O. minuscula L Yang & JC Morse, 2000
- O. minuta AV Martynov, 1935
- O. mirabilis L Yang & JC Morse, 2000
- O. misenos H Malicky & P Chantaramongkol, 2005
- O. modesta (KH Barnard, 1934)
- O. momos H Malicky, 2005
- O. montana Ulmer, 1930
- O. morii M Tsuda, 1942
- O. morsei J Bueno-Soria, 1981
- O. mouldsi A Wells, 2006
- O. moureaui G Marlier, 1958
- O. multipunctata Ulmer, 1916
- O. multispinosa DE Kimmins, 1963
- O. myskelos H Malicky & P Chantaramongkol, 2005
- O. narasimha F Schmid, 1995
- O. naravitta F Schmid, 1958
- O. nausinoos H Malicky, 2006
- O. nerviciliata (F Schmid, 1958)
- O. nervisquamosa (F Schmid, 1958)
- O. nestor H Malicky & P Chantaramongkol, 2005
- O. nigropunctata Ulmer, 1908
- O. nocturna HH Ross, 1966
- O. notata (P Rambur, 1842)
- O. notos H Malicky, 2005
- O. numen H Malicky, 2005
- O. numitor H Malicky, 2005
- O. nyx H Malicky & T Prommi, 2005
- O. obliqua A Wells, 2000
- O. ocellata S Jacquemart, 1959
- O. ocresia H Malicky, 2005
- O. octophora W Mey, 1998
- O. ochracea (J. Curtis, 1825)
- O. ochromelas S Jacquemart, 1957
- O. odanis M Kobayashi, 1987
- O. oecetinellae W Mey, 1990
- O. oileus H Malicky, 2005
- O. olgae FM Gibon & D Randriamasimanana, 1998
- O. oliae FM Gibon & D Randriamasimanana, 1999
- O. oresbiosa A Neboiss, 1989
- O. orientalis L Navas, 1921
- O. ornata DE Kimmins, 1962
- O. orthos H Malicky & N Changthong, 2005
- O. osteni LJ Milne, 1934
- O. ouachita SR Moulton & KW Stewart, 1993
- O. ovampoensis KH Barnard, 1934
- O. ozarkensis SR Moulton & KW Stewart, 1993
- O. palamedes H Malicky, 2005
- O. panayensis W Mey, 1998
- O. pancharatra F Schmid, 1995
- O. pandora H Malicky & P Chantaramongkol, 2006
- O. pangana L Navas, 1930
- O. papposa A Wells, 2004
- O. paracomplexa A Wells, 2000
- O. paracymula A Wells, 2004
- O. parallela A Wells, 2000
- O. paranensis OS Flint, 1982
- O. paris H Malicky, 2006
- O. parka Mosely, 1953
- O. parmata A Neboiss, 1989
- O. parva (Banks, 1907)
- O. paula (R McLachlan, 1875)
- O. paxilla L Yang & JC Morse, 2000
- O. pechana Mosely, 1953
- O. pegasos H Malicky & A Nuntakwang, 2005
- O. pelengensis S Jacquemart, 1961
- O. peleus H Malicky, 2005
- O. pelops H Malicky, 2006
- O. penicillata DE Kimmins, 1963
- O. pentafurcata W Mey, 1995
- O. perdix H Malicky, 2005
- O. persimilis (Banks, 1907)
- O. peruviana (Banks, 1924)
- O. peterseni W Mey, 1998
- O. phaethon H Malicky, 2005
- O. phegeus H Malicky, 2005
- O. philoktetes H Malicky, 2005
- O. pilakai D Randriamasimanana & FM Gibon, 1998
- O. pilosa Banks, 1937
- O. piptona A Neboiss, 1989
- O. pollux H Malicky, 2005
- O. pomona H Malicky, 2006
- O. portalensis Mosely, 1939
- O. porteri HH Ross, 1947
- O. prahlada F Schmid, 1995
- O. pratelia DG Denning, 1948
- O. pratti DG Denning, 1948
- O. pretakalpa F Schmid, 1995
- O. pretiosa (Banks, 1913)
- O. prolixa YE Chen, nome
- O. prolongata OS Flint, 1981
- O. pryadyumna F Schmid, 1995
- O. pseudoinconspicua J Bueno-Soria, 1981
- O. pseudolaustra A Wells, 2004
- O. pulchella (Banks, 1936)
- O. punctata (L Navas, 1924)
- O. punctatissima (F Schmid, 1958)
- O. punctipennis (Ulmer, 1905)
- O. punctulata L Navas, 1932
- O. purucha F Schmid, 1995
- O. purusamedha F Schmid, 1995
- O. quadrata A Wells, 2004
- O. quadrofurcata W Mey, 1998
- O. quadrula A Wells, 2006
- O. quezonensis W Mey, 2003
- O. radonensis A Wells, 2006
- O. rafaeli OS Flint, 1991
- O. raghava F Schmid, 1995
- O. rajasimha F Schmid, 1995
- O. rama Mosely, 1948
- O. rectangula DE Kimmins, 1963
- O. reticulata DE Kimmins, 1957
- O. reticulatella DE Kimmins, 1957
- O. riakae D Randriamasimanana & FM Gibon, 2000
- O. rivieri D Randriamasimanana & FM Gibon, 2000
- O. royi DE Kimmins, 1961
- O. rufescens L Navas, 1932
- O. satyagraha F Schmid, 1995
- O. scala LJ Milne, 1934
- O. scirpicula A Neboiss, 1977
- O. scoparia OS Flint, 1974
- O. scorpius G Marlier, 1965
- O. scutata Ulmer, 1930
- O. scutulata AV Martynov, 1936
- O. searica A Wells, 2006
- O. selene G Marlier, 1965
- O. semissalis L Yang & JC Morse, 2000
- O. separata Banks, 1937
- O. setifera Ulmer, 1922
- O. sibayiensis KMF Scott, 1968
- O. sicula L Yang & JC Morse, 2000
- O. silvestris DG Gibbs, 1973
- O. silviae J Bueno-Soria, 1981
- O. simplex G Marlier, 1956
- O. singularis (Ulmer, 1930)
- O. sinuata DE Kimmins, 1963
- O. skiron H Malicky & T Prommi, 2006
- O. spatula YE Chen, 2000
- O. sphyra HH Ross, 1941
- O. spicata A Wells, 2004
- O. spinifera L Yang & JC Morse, 2000
- O. spinosa YE Chen, nome
- O. squamosa DE Kimmins, 1962
- O. stepheni D Randriamasimanana & FM Gibon, 1999
- O. striata (DE Kimmins, 1956)
- O. struckii F Klapalek, 1903
- O. submaculosa DE Kimmins, 1963
- O. sumanasara F Schmid, 1958
- O. sunyani DG Gibbs, 1973
- O. suteri A Wells, 2006
- O. sylveri D Randriamasimanana & FM Gibon, 1998
- O. symoensi G Marlier, 1981
- O. taenia L Yang & JC Morse, 2000
- O. tafo DG Gibbs, 1973
- O. tages H Malicky & S Silalom, 2005
- O. tampoloensis D Randriamasimanana & FM Gibon, 1999
- O. tenuis (AV Martynov, 1936)
- O. terania A Wells, 2004
- O. terraesanctae (L Botosaneanu & A Gasith, 1971)
- O. testacea (J. Curtis, 1834)
- O. tetragona G Marlier, 1965
- O. theischingeri A Wells, 2006
- O. thikanensis Mosely, 1939
- O. tianmuensis L Yang, C Su
- O. tjonnelandi DE Kimmins, 1963
- O. townesorum JC Morse, 1974
- O. tripunctata (Fabricius, 1793)
- O. tsudai FCJ Fischer, 1970
- O. udayakara F Schmid, 1995
- O. umbra A Neboiss, 1977
- O. unicolor (R McLachlan, 1868)
- O. uniforma L Yang & JC Morse, 2000
- O. upadana F Schmid, 1995
- O. uptoni A Wells, 2000
- O. uyulala H Malicky & A Lounaci, 1987
- O. vanaprachta F Schmid, 1995
- O. vasugupta F Schmid, 1995
- O. vidhyadara F Schmid, 1995
- O. vijayaditya F Schmid, 1995
- O. vikramaditya F Schmid, 1995
- O. villosa DE Kimmins, 1963
- O. virgata Ulmer, 1908
- O. viriplaca H Malicky, 2005
- O. vrindawama F Schmid, 1995
- O. vulgata (G Marlier, 1956)
- O. walpolica A Neboiss, 1982
- O. wamena H Malicky, 2005
- O. xaniona A Neboiss, 1989
- O. yogechwara F Schmid, 1995
- O. yukii M Tsuda, 1942
- O. zoeliae D Randriamasimanana & FM Gibon, 2000